# エマニュエル・シュリーキー
エマニュエル・ソフィー・アンヌ・シュリーキー（英: Emmanuelle Sophie Anne Chriqui、1975年12月10日 - ）は、カナダの女優。

## 来歴

### 生い立ち
ケベック州モントリオールにて、ユダヤ系モロッコ人の両親のもとに生まれる。父親はラバト出身、母親はカサブランカ出身。兄（セルジュ）と姉（ローレンス）がいる。2歳の時にオンタリオ州トロントに移る。高校で演劇を学び、役者を志すようになった。

### キャリア
10歳の時にマクドナルドのCMに出演。1990年代頃、バンクーバーに引越し、いくつかのテレビシリーズに出演。1999年公開の『Detroit Rock City』でハリウッド作品に初出演した。2001年公開の『オン★ザ★ライン 君をさがして』で映画初主演を果たす。
2010年にAskMen.comの「世界で最も好ましい女性99人」でトップになった。

## 主な出演作品
| 公開年    | 邦題 原題                                                                | 役名                     | 備考                               |
| --------- | ------------------------------------------------------------------------ | ------------------------ | ---------------------------------- |
| 1999      | デトロイト・ロック・シティ Detroit Rock City                             | バーバラ                 |                                    |
| 2000      | Hな彼女の見つけ方 マシューの童貞卒業物語 100 Girls                       | パティ                   |                                    |
| 2001      | オン★ザ★ライン 君をさがして On the Line                                  | アビー                   |                                    |
| 2003      | クライモリ Wrong Turn                                                    | カーリー                 |                                    |
| 2005-2009 | アントラージュ★オレたちのハリウッド Entourage                            | スローン                 | テレビシリーズ、26エピソードに出演 |
| 2005      | The O.C.                                                                 | ジョディー               | テレビシリーズ、2エピソードに出演  |
| 2005      | クロウ -真・飛翔伝説- The Crow: Wicked Prayer                            | リリー                   |                                    |
| 2005      | イン・ザ・ミックス In tha Mix                                            | ドリー                   |                                    |
| 2007      | After Sex アフターセックス After Sex                                     | ジョーディ               |                                    |
| 2007      | ライフ・ドア 黄昏のウォール街 August                                     | モレラ                   |                                    |
| 2008      | エージェント・ゾーハン You Don't Mess with the Zohan                     | ダリア                   |                                    |
| 2008      | ディープ・アンダーカバー Tortured                                        | ベッキー                 |                                    |
| 2008      | キャデラック・レコード 音楽でアメリカを変えた人々の物語 Cadillac Records | レベッタ・チェス         |                                    |
| 2009      | EROTICS 美しい女たち Women in Trouble                                    | バンビ                   |                                    |
| 2010      | ロシアン・ルーレット 13                                                  | アイリーン               |                                    |
| 2011      | 5デイズ 5 Days of War                                                    | タティア                 |                                    |
| 2012      | ボルジア家 愛と欲望の教皇一族 The Borgias                                |                          | テレビシリーズ、3エピソードに出演  |
| 2013      | THE MENTALIST メンタリストの捜査ファイル “THE MENTALIST”                 | ローレライ・マーティンズ | テレビシリーズ                     |
| 2015      | MURDER IN THE FIRST／第一級殺人 “MURDER IN THE FIRST”                    | ラフィ                   | テレビシリーズ、12エピソードに出演 |

## 参照
1. ↑  Derakhshani, Tirdad (2008年5月22日). “Sideshow: Queen is royally displeased”. The Philadelphia Inquirer.  オリジナルの2008年6月23日時点におけるアーカイブ。
2. ↑  Scharf, Lindzi (2005年11月23日). “'In the Mix' with Emmanuelle Chriqui at”.   Hollywood.com. 2011年10月10日閲覧。
3. ↑  HBO: Entourage: Interview: Emmanuelle Chriqui
4. ↑  http://www.people.com/people/archive/article/0,,20061486,00.html
5. ↑  “Emmanuelle Chriqui Top 99 Women of 2010”. AskMen.com. 2012年7月30日閲覧。